# Formació dels Mokkatam
La formació dels Mokkatam, segons un tractat sobre la geologia de l'altiplà de les Piràmides d'Egipte escrit per Thomas Aigner, és una formació geològica originada al període Eocè mitjà que comprèn pedra calcària i dolomita. Al sud, les calcàries i dolomites estan cobertes per marbres calcaris i sorrencs de la Formació Maadi de l'Eocè superior. Al nord i a l'est la formació Mokattam està caracteritzada per dos abruptes escarpaments d'uns 30 metres d'alt. Continua en la fosa de la Gran Esfinx, la qual en algun temps llunyà havia estat un pic alt. Des d'allà els maons de pedra tallen els blocs de la Gran Piràmide.
Les piràmides més antigues de la tercera i del principi de la quarta dinastia egípcia van ser construïdes amb capes gruixudes de marbre i pissarra. Aquestes capes de marbre eren més fàcils d'extreure que les de pedra calcària, tanmateix, tenien seriosos desavantatges donat que les capes de marbre podien no aguantar el seu pes. En la Piràmide del Sud a Dahshur, aquests problemes van fer que la construcció acabés sent abandonada.